# Micrandra gleasoniana
Micrandra gleasoniana là một loài thực vật có hoa trong họ Đại kích. Loài này được (Croizat) R.E.Schult. mô tả khoa học đầu tiên năm 1952.